# Rijksweg 17
Rijksweg 17 (A17) is een autosnelweg en rijksweg in Nederland. De A17 loopt van knooppunt Klaverpolder bij Moerdijk naar knooppunt De Stok bij Roosendaal. De snelweg is 27 kilometer lang, en kan als alternatief voor de A16 dienen.
Oorspronkelijk was de weg Roosendaal - Bergen op Zoom ook onderdeel van Rijksweg 17. Deze is later onderdeel geworden van de A58.

## Aantal rijstroken
| Traject                                    | Aantal rijstroken | Maximumsnelheid |
| ------------------------------------------ | ----------------- | --------------- |
| Knooppunt Klaverpolder – Knooppunt De Stok | 2×2               | 130 km/h*       |
| * maximumsnelheid tussen 6-19h: 100 km/h   |                   |                 |